# Winfried Eisenblätter
Winfried Eisenblätter (* 19. Mai 1934 in Emden) ist ein deutscher baptistischer Geistlicher i. R. und emeritierter Dozent für Altes Testament am Theologischen Seminar des Bundes Evangelisch-Freikirchlicher Gemeinden. Bekanntheit erlangte er auch als theologischer Schriftsteller.

## Leben
Winfried Eisenblätter entstammt einer baptistischen Familie. Nach seinem Abitur studierte er von 1954 bis 1957 Philologie an den Universitäten Bonn und Münster. Es folgte ein Theologiestudium an den Universitäten Heidelberg, Zürich und Marburg, das er 1962 mit dem Theologischen Staatsexamen in Marburg absolvierte. Von 1963 bis 1964 studierte Eisenblätter am Baptistischen Theologischen Seminar in Rüschlikon (Schweiz). Gleichzeitig begann er seine berufliche Laufbahn als Assistent der Theologischen Fakultät der Universität Zürich. Hier wirkte er bis 1966. Ein sogenanntes Kandidatenjahr am Theologischen Seminar der Baptisten in Hamburg-Horn (verbunden mit einer Lehrassistenz) schloss sich zum Wintersemester 1966 an.
1967 promovierte Winfried Eisenblätter zum Doktor der Theologie und begann anschließend als Pastor auf Probe in der Evangelisch-Freikirchlichen Gemeinde Essen-Nord. Seine Anerkennung als Pastor des Bundes Evangelisch-Freikirchlicher Gemeinden (Baptisten) erhielt er 1970. Im selben Jahr folgte er dem Ruf der Baptistengemeinden Rüschlikon und Thalwil und war bis 1974 deren Gemeindepastor. 1974 berief ihn die Bundesleitung der Evangelischen-Freikirchlichen Gemeinden an ihr Theologisches Seminar in Hamburg-Horn (heute: Theologische Hochschule Elstal). Bis zum Sommersemester 1991 war er dort Dozent für Altes Testament. Im August 1991 kehrte noch einmal in den Gemeindedienst zurück. Bis zu seinem Eintritt in den Ruhestand 1998 war er Pastor der Evangelisch-Freikirchlichen Gemeinde (Baptisten) Bremerhaven.
Winfried Eisenblätter ist verheiratet mit der Künstlerin Edelgard Eisenblätter-Brockhaus und Vater zweier Kinder. Er lebt heute mit seiner Frau in Mölln. Neben einer umfangreichen Vortragstätigkeit (u. a. als Gastdozent an der Fachhochschule Theologisches Seminar in Wustermark-Elstal) arbeitet er ehrenamtlich bei der Telefonseelsorge.

## Werke (Auswahl)
- Carl Friedrich Adolph Steinkopf (1773-1859). Vom englischen Einfluss auf kontinentales Christentum zur Zeit der Erweckungsbewegung., Zürich 1967
- Mission im Alten Testament? Zum Verständnis des Jona-Buches, in Theologisches Gespräch 79/1-2, S.  40ff
- Jüdisch-christliches ABC, Kassel 1980  ISBN 3-7893-2232-6
- Hesekiel – Wächter und Tröster: Texte aus dem Propheten Hesekiel, in: Treffpunkt Bibel /Praxis der Verkündigung, 3/1999
- Die Sonnenblume liebt das Licht. Predigt zu Tersteegens Lied "Gott ist gegenwärtig", in: Das Lob Gottes bringt den Himmel zur Erde. Festschrift für Günter Balders zum 65. Geburtstag (Hrsg. Uwe Swarat), Wuppertal 2007, S. 165ff
- Die Juden und die Menschenrechte, in:  Was hast du, das du nicht empfangen hast? - Dr. Eduard Schütz zum siebzigsten Geburtstag; Festschrift (herausgegeben von Harald Becker, Erich Geldbach, Kurt Jägemann, Gerhard Neumann, Erhard Rockel), Berlin 1998, ISBN 3-932356-01-2
- Die Beförderung des Reiches Gottes. Carl Friedrich Adolph Steinkopf (1773-1859) und der englische Einfluss auf die kontinentale Erweckungsbewegung (zugl. Dissertation, Universität Zürich, 1967), WDL Verlag, Hamburg 2021, ISBN 978-3-86682-178-1.